# Danuta Czech
Danuta Czech (ur. 1922 w Humniskach, zm. 4 kwietnia 2004) – polska historyk, autorka monografii Kalendarz wydarzeń w KL Auschwitz.

## Życiorys
Urodziła się we wsi Humniska koło Brzozowa w obecnym województwie podkarpackim. W 1939 ukończyła w Tarnowie Gimnazjum im. św. Kingi, a następnie Liceum Handlowe w 1941. 
W latach 1946–1952 studiowała w Krakowie na Uniwersytecie Jagiellońskim, uzyskując tytułu magistra filozofii z zakresu socjologii.
Ojciec Danuty Stefan Czech był kierownikiem warsztatów mechanicznych Państwowej Fabryki Związków Azotowych w Mościcach, a w czasie II wojny światowej członkiem Armii Krajowej. Został aresztowany i wysłany do obozu koncentracyjnego Auschwitz-Birkenau, a następnie Buchenwaldu i Mittelbau-Dora. Uciekł z kolumny w trakcie ewakuacji obozu.
W związku z wojennymi przeżyciami ojca w 1955 rozpoczęła pracę w Państwowym Muzeum Auschwitz-Birkenau w Oświęcimiu. Zajmowała różne stanowiska, aż do zastępcy dyrektora muzeum. Publikowała prace naukowe zarówno w kraju jak i za granicą. Występowała jako rzeczoznawca w Niemczech procesach esesmanów z załogi obozu.
Jej najważniejszym dziełem jest Kalendarz wydarzeń w KL Auschwitz opisujący wydarzenia w obozie, będąca podstawowym kompendium wiedzy o Auschwitz-Birkenau. Pierwotnie publikowana w latach 1958-1963 w Zeszytach Oświęcimskich wydawanych przez Muzeum. Następnie przetłumaczona na kilka języków w tym niemiecki, angielski i włoski.

## Publikacje
- Danuta Czech: Kalendarz wydarzeń w KL Auschwitz. Oświęcim: Wydawnictwo Państwowego Muzeum Auschwitz-Birkenau, 1992, s. 905. ISBN 83-85047-04-2. OCLC 69282863.